# Прилуки (деревня, Великоустюгский район)
Прилуки — деревня в Великоустюгском районе Вологодской области.
Входит в состав Опокского сельского поселения, с точки зрения административно-территориального деления — в Опокский сельсовет.
Расстояние по автодороге до районного центра Великого Устюга — 62 км, до центра муниципального образования Полдарсы — 3 км. Ближайшие населённые пункты — посёлок Прилуки (деревня граничит с ним на западе), Никулино, Порог.
По переписи 2002 года население — 12 человек.